# Monday's Ghost
Albums de Sophie Hunger
Sketches on Sea
(2006) 1983
(2010)
Monday's Ghost est le deuxième album de la chanteuse suisse Sophie Hunger publié le 13 mars 2009.

## Titres de l'album
1. Shape - 3:33
2. The Boat Is Full - 3:00
3. A Protest Song - 3:23
4. Walzer Für Niemand - 2:28
5. Birth-Day - 3:21
6. Sophie Hunger Blues - 5:17
7. Round and Round - 3:31
8. The Tourist - 4:13
9. Teenage Spirit - 3:45
10. Rise and Fall - 5:41
11. Drainpipes - 3:37
12. Monday's Ghost - 4:54
13. House of Gods - 4:16
14. Spiegelbild - 3:50 (feat. Stephan Eicher)
15. Paris - 3:44
16. Muse - 3:54
17. Tell the Moon - 3:45